# Alekos Michailidis
Alekos Michailidis (en griego: Αλέκος Μιχαηλίδης) fue un político de Chipre. Nació en 1933. Estudió  economía en el Instituto Tecnológico de Georgia. Entre 1977 y 1981, fue presidente del Parlamento de Chipre. Entre 1993 y 1997, fue el ministro de asuntos exteriores de Chipre. 
Murió el 6 de enero de 2008, en Pafos.
- Datos: Q1380358